# 静岡県道86号磐田インター線
静岡県道86号磐田インター線（しずおかけんどう86ごう いわたインターせん）は、静岡県磐田市を通る県道（主要地方道）である。

## 概要
路線名の如く、磐田市中心部から東名高速道路磐田ICへつなぐ県道である。かつては静岡県道283号横川磐田線の一部であった。
磐田バイパス見付ICから磐田IC交差点の区間は、1999年（平成11年）の磐田ICの開通に合わせて4車線に拡幅され、制限速度も50 km/hに引き上げられた。磐田市見付地字桧子ヶ谷地内（磐田IC交差点 - 磐田IC料金所）の0.2 km（2車線）の区間は、自動車専用道路に指定されている。
認定当初は、「磐田原インター線」であったが、インターチェンジの名称決定により「磐田インター線」に変更された。

### 路線データ
- 起点：静岡県磐田市見付（静岡県道413号磐田袋井線交点）
- 終点：静岡県磐田市見付（東名高速道路 磐田IC）
- 陸上距離：2.5 km

## 歴史
- 1993年（平成5年）5月11日 - 建設省から、県道横川磐田線の一部が磐田原インター線として主要地方道に指定される[2]。
- 1999年（平成11年）4月 - 東名高速道路磐田IC開通に伴い認定（同時に静岡県道283号横川磐田線はその分短縮）。

## 地理

### 通過する自治体
- 磐田市

### 交差する道路
- 静岡県道43号磐田福田線・静岡県道413号磐田袋井線（磐田市見付・新通交差点、起点）
- 国道1号 磐田バイパス 見付IC（磐田市見付・見付IC交差点）
- 静岡県道283号横川磐田線（磐田市見付・磐田IC交差点）
- E1 東名高速道路 磐田IC（磐田市見付、終点）